# Kim Dong-in
Kim Dong-in (김동인; McCune-Reischauer: Kim Tong-in; Pyongyang, 2 ottobre 1900 – Seul, 5 gennaio 1951) è stato uno scrittore coreano, pioniere della narrativa realista e naturalista nella letteratura coreana moderna.
Pubblicava le sue opere con gli pseudonimi Geumdong, Chunsa e Kim Sieodim.

## Biografia
Nato a Pyongyang (attuale Corea del Nord) quando le due Coree erano ancora uno stato unico, Kim Dong-in era figlio di un proprietario terriero benestante. Come molti altri giovani coreani dell'epoca, si trasferì in Giappone appena dopo l'adolescenza per perseguire la propria istruzione superiore, studiando all'Accademia Meiji di Tokyo ed alla Scuola di Belle Arti Kawabata. Lasciò la scuola poco dopo, decidendo di iniziare la carriera come scrittore. Nel 1919, insieme ad altri studenti che condividevano una visione dell'art pour l'art in versione letteraria, Kim iniziò in Giappone la pubblicazione di un periodico influente quanto transitorio, intitolato Creation (Changjo). Tra i suoi colleghi dell'epoca figuravano Joo Yohan, Jeon Yeongtaek, Choi Seungman e Kim Hwan. Creation proponeva una visione della letteratura diametralmente opposta a quella didattica, in un certo senso "nazionalista", proposta da nomi quali Yi Kwang-su. Fu proprio nella rivista che Kim pubblicò il racconto con cui debuttò come scrittore, The Sorrows of the Weak ("I dolori dei deboli", Yakhanjaui seulpeum). Nel 1925 Kim pubblicò una delle sue opere più famose, Potato, che divenne una svolta fondamentale nella narrativa "realista" coreana, oltre che un altro motivo di disaccordo con il perenne rivale letterario Yi Kwang-su.
Kim visse un'esistenza stravagante (spesso considerata un lascito del padre) fino al 1930, quando le sue finanze iniziarono a crollare. In seguito ai problemi economici, l'autore iniziò a soffrire di depressione e a fare uso di droghe. Pur essendo stato fino a quel momento un purista dello stile colloquiale e realistico, intraprese la direzione dei serial popolari, un genere che aveva fino ad allora disprezzato. Fu in questo periodo che iniziò a produrre alcuni romanzi storici. Nel 1934 pubblicò il primo studio approfondito sulla letteratura di Yi Kwang-su, A Study of Chunwon (Chunwon yeongu), in un certo senso ironicamente date le vedute molto differenti dei due autori in tema letterario. L'anno successivo Kim lanciò una rivista mensile, intitolata Yadam.
Nel 1939, ancora povero e malato, Kim si unì ai colleghi Park Yong-hui e Lim Hak-su in un viaggio in Manciuria sponsorizzato dall'Esercito Imperiale del Nord della Cina. Visto come un atto di collaborazionismo con il Giappone (all'epoca la Manciuria era stata invasa dai giapponesi, che vi avevano istituito lo stato-fantoccio del Manchukuo), tuttora è considerato dai puristi come una macchia sulla sua carriera letteraria. Nonostante questo, nel 1942 l'autore fu incarcerato con l'accusa di lesa maestà contro l'imperatore giapponese.
Nel 1946, dopo la liberazione della Corea dall'invasione giapponese in seguito alla seconda guerra mondiale, Kim espose le proprie critiche verso la creazione di un'Associazione di Scrittori Pan-Coreana, un'organizzazione creata in risposta ad altre che promuovevano la letteratura proletaria.
Negli anni seguenti, Kim pubblicò delle storie dai titoli esplicativi quali The Traitor ("Il traditore", Banyeokja, 1946) e Man Without a Nation ("Uomo senza nazione", Manggugingi, 1947). Queste opere, ironicamente, operavano un'acuta critica verso Lee Gwang-su ed altri scrittori considerati collaborazionisti con il governo colonizzatore giapponese. Kim morì il 5 gennaio 1951 nella sua residenza di Seul.
Nel 1955, la rivista letteraria World of Thoughts (Sasanggye) istituì il "Premio Letterario Dong-in", in commemorazione della carriera di Kim Dong-in nella narrativa.

## Opere
Conosciuto principalmente per i suoi romanzi brevi che uniscono una squisita sensibilità estetica ad uno stile di prosa succinto e una prospettiva oggettiva, Kim è salito alla ribalta con la pubblicazione dei racconti naturalisti Distinguished Statement (Myeongmun, 1924), Hwang the Rustic (Sigol Hwangseobang, 1925) e Potato (Gamja, 1921). Quest'ultimo, in particolare, è la storia di una donna che perde gradualmente ogni senso di decenza e degenera nella vita di una comune prostituta nel tentativo di superare le sue difficoltà economiche. È considerato uno dei lavori più famosi dell'autore, il cui uso del realismo e di un punto di vista deterministico sfida l'utilizzo morale e didattico della letteratura sostenuto dal movimento letterario illuminista di Yi Kwang-su. In un'epoca dominata dal Movimento Proletario e dalla scuola di pensiero Nuova Tendenza, quando l'arte era utilizzata solamente per promuovere i dibattiti ideologici e i cambiamenti sociali, Kim Dong-in sosteneva una visione della letteratura come pura forma d'arte estetica ed autonoma. Questa visione si rifletteva nell'estetismo di alcune sue opere quali Sonata Appassionato (Gwangyeom sonata, 1930) e Gwanghwasa Temple (Gwanghwasa, 1930), i cui protagonisti erano artisti impazziti alla ricerca della perfezione creativa.
Molte delle storie di Kim sono state adattate in produzioni cinematografiche. Il primo adattamento di Potato risale al 1968, sceneggiato e diretto dal collega scrittore Kim Seungok. Un altro adattamento dello stesso racconto ha seguito nel 1987, diretto dal regista Byeon Jang-ho. Altre opere che sono state adattate cinematograficamente sono: The Young Ones (1985) diretto da Ko Seong-ui, Identical Toes (1976) diretto Kim Suyong, Sonata Appassionato (1979) diretto da Ko Young-nam, Gwanghwa Temple (1974) diretto da Joo Dong-jin e Baettaragi (1973) diretto da Lee Kyu-hwan.

### Opere tradotte in italiano
- Potato, in Narrativa Coreana Moderna: Un'Antologia
- The Rock, in Incontri e Addii: Storie Coreane Moderne
- The Post Horse, in Incontri e Addii: Storie Coreane Moderne
- The Red Hills: A Doctor's Diary, in Racconti Brevi Coreani Moderni
- The Seaman's Chant, in The Rainy Spell e Altre Storie Coreane
- The Photograph and the Letter, in Una Vita Preconfezionata: I Primi Maestri della Narrativa Coreana Moderna

### Operea in lingua originale (parziale)

#### Romanzi storici
- The Young Ones (Jeolmeun geudeul, 1930–1931)
- Spring at Unhyeongung Palace (Unhyeongungui bom, 1933)
- The Decline of the Dynasty (Wangbuui nakjo, 1935)
- Great Prince Suyang (Dae Suyang, 1941)

#### Raccolte
- Life (Moksum, 1924)
- Potato (Gamja 1935)
- Short Stories of Kim Dong-in (Kim Dong-in danpyeonjip, 1939)
- The Sunset of the Palace (1941)
- Roaming (Baehoe, 1941)
- Identical Toes (Balgaragi dalmatda, 1948)
- A Weak Man's Sorrow (Yakhan ja-ui seulpeum 1919)
- Baettaragi (1921)
- Flogging (Taehyeong 1922)
- The Wedding (Gyeolhonsik 1931)
- Traitor (Banyeokja 1946)
- Popularity of a Ruined Nation (Manggukin-gi 1947)